# Roger Daniel (szachista)
Roger Daniel (ur. 18 maja 1915, zm. 21 kwietnia 1999) – francuski szachista.

## Kariera szachowa
W latach 40. XX wieku należał do ścisłej czołówki francuskich szachistów. Sześciokrotnie zdobył medale indywidualnych mistrzostw kraju: złoty (1942), trzy srebrne (1941, 1945, 1951) oraz dwa brązowe (1943, 1949). Reprezentował narodowe barwy w międzypaństwowych meczach przeciwko Szwajcarii (1946), Australii (1946) oraz Czechosłowacji (1947).